# Дороти из страны Оз (мультфильм)
«Оз: Возвращение в Изумрудный Город» (англ. Legends of Oz: Dorothy’s Return, изначальное название Dorothy of Oz) — компьютерный мультфильм Дэна Сен-Пьера и Уилла Финна, экранизация одноимённой книги Роджера С. Баума. Производится Summertime Entertainment, семейным развлекательным отделом Alpine Pictures.

## Сюжет
Немного прошло с первого путешествия Дороти и Тотошки в страну Оз. Однако её друзьям-Железному дровосеку, Страшиле, Смелому Льву требуется помощь. Время в стране Оз летит быстрее, чем в Канзасе, и Дороти видит, что шут Джестер — брат Злой ведьмы Запада — захватывает районы страны Оз, держит их правителей в плену, и опускает покров темноты над страной. Даже Глинда попадает в плен к Шуту, и Дороти — последняя надежда на спасение.
Когда девочка прибывает в страну Оз, она планирует пойти в Изумрудный город, чтобы встретиться со своими друзьями и вместе остановить злодея. Злой шут ставит ей на пути преграды, но у девочки в пути появляются новые друзья и помощники — филин Савва, Капитан Зефир из Страны сладостей, Фарфоровая принцесса из Фарфоровой страны и буксир Тагг из леса Воюющих деревьев…

## Создание фильма
Первоначально мультфильм планировалось выпустить в 2010 году, но по неизвестным причинам выпуск мультфильма перенесли на 2011 год, потом на 2012 год, затем на 2013 год, и, в конце концов, на 2014 год.

## Актёры озвучивания
- Лиа Мишель — Дороти Гейл — девочка из Канзаса.
- Мартин Шорт — шут Джестер — главный антагонист мультфильма, является братом Злой Западной Ведьмы. Владеет магическим скипетром, созданным из черенка волшебной метлы его сестры и таинственного магического шара, который делает его по истине могучим магом.
- Дэн Эйкройд — Страшила
- Келси Грэммер — Железный дровосек
- Джеймс Белуши — Трусливый Лев
- Хью Дэнси — Капитан Зефир
- Меган Хилти — Фарфоровая принцесса
- Оливер Платт — филин Савва
- Патрик Стюарт — Буксир Тагг
- Бернадетт Питерс — Глинда — добрая волшебница
- Брайан Блессид — судья Калач (по прозвищу Палач)